# شهریارک کاکل‌کوتاه
شهریارک کاکل‌کوتاه (نام علمی: Hypothymis helenae) نام یک گونه از سرده شهریارک‌های آبی است.